# Head Office
Pour plus de détails, voir Fiche technique et Distribution.
Head Office est un film américain réalisé par Ken Finkleman, sorti en 1985.

## Fiche technique
- Titre : Head Office
- Réalisation : Ken Finkleman
- Scénario : Ken Finkleman
- Production : Peter Guber, Debra Hill et Jon Peters
- Société de production : TriStar
- Musique : James Newton Howard et Alan Howarth
- Photographie : Gerald Hirschfeld
- Montage : Danford B. Greene et Robert Lederman
- Décors : Elayne Barbara Ceder
- Costumes : Judith R. Gellman
- Pays d'origine : États-Unis
- Format : Couleurs - 2,35:1 - Dolby - 35 mm
- Genre : Comédie noire
- Durée : 90 minutes
- Date de sortie : 3 janvier 1986

## Distribution
- Judge Reinhold : Jack Issel
- Lori-Nan Engler : Rachael Helmes
- Eddie Albert : Pete Helmes
- Merritt Butrick : John Hudson
- Ron Frazier : Bob Nixon
- Richard Masur : Max Landsberger
- Rick Moranis : Howard Gross
- Don Novello : Sal
- Michael O'Donoghue : Scott Dantley
- Jane Seymour : Jane Caldwell
- Wallace Shawn : Mike Hoover
- Bruce Wagner : Al Kennedy
- Danny DeVito : Frank Stedman
- Ron James : Mark Rabinovich
- John Kapelos : Général Sepulveda
- Brian Doyle-Murray : Colonel Tolliver
- George Coe : Sénateur Issel
- Billy Curtis : Révérend Lynch